# بيتزا مارغيريتا
بيتزا مارغريتا أو بِتْزَة مَرْغَرِيتة (بالإيطالية: Pizza Margherita)‏ هي بيتزا نابولي النموذجية والمصنوعة من طماطم سان مارزانو و جبن موتزاريلا والريحان الطازج والملح وزيت الزيتون البكر.

## الأصل و التاريخ
هناك اعتقاد شائع أنه في يونيو 1889، اخترع بيتزايولو رافاييل إسبوزيتو، طاهي بيتزا براندي، طبقًا يسمى "بيتزا مارغيريتا" تكريما لملكة إيطاليا، مارغيريتا سافوي، والتوحيد الإيطالي، حيث أن الطبقة هي الطماطم (الحمراء)، موتزاريلا (أبيض) و ريحان (أخضر)، مكونات مستوحاة من ألوان العلم الوطني لإيطاليا.

في حين أن اسم بيتزا مارغريتا قد يكون شائعًا بسبب زيارة الملكة، إلا أن البيتزا المصنوعة من نفس الطبقة كانت موجودة بالفعل في نابولي بين عامي 1796 و 1810. في عام 1830، في كتاب Napoli، contorni e dintorni الذي كتبه Riccio، وصفها على أنها بيتزا بالطماطم و الموتزاريلا والريحان. في عام 1849، سجل إيمانويل روكو أنواعًا مختلفة من البيتزا مثل الريحان والطماطم و شرائح جبن موتزاريلا رفيعة ؛ يُقطع جبن الموتزاريلا إلى شرائح رفيعة وترتيبها على شكل زهرة فوق صلصة الطماطم، جنبًا إلى جنب مع أوراق الريحان : قد يكون هذا هو الشيء الحقيقي أصل اسم مارغريتا (بمعنى نجمية).

في عام 1866، كتب فرانشيسكو دي بوركارد عن تقاليد نابولي، وصف طبقات البيتزا الأكثر شيوعًا في ذلك الوقت، بما في ذلك تلك التي تسمى اليوم بيتزا مارينارا وبيتزا مارجريتا، بالإضافة إلى الأصل المحتمل لكالزون:
```
تُدهن البيتزا الأكثر شيوعًا، والتي تسمى كولاجليو إي لوليو (بالثوم والزيت)، بالزيت، وتنتشر هناك، بالإضافة إلى الملح والأوريجانوم وفصوص الثوم التي تُقطع بدقة.  البعض الآخر مغطاة بالجبن المبشور ويرتدون شحم الخنزير، ثم يضعون بضع أوراق من الريحان.  غالبًا ما يُضاف بعض أسماك البحر الصغيرة على الأوائل ؛  في الثواني بعض شرائح رقيقة من جبن الموزاريلا.  في بعض الأحيان يستخدمون شرائح من البروسكيوتو والطماطم والأرسيل، وما إلى ذلك... في بعض الأحيان، يقومون بطي العجين على نفسه لتشكيل ما يسمى كالزون.
[
5
]
```

## معرض الصور

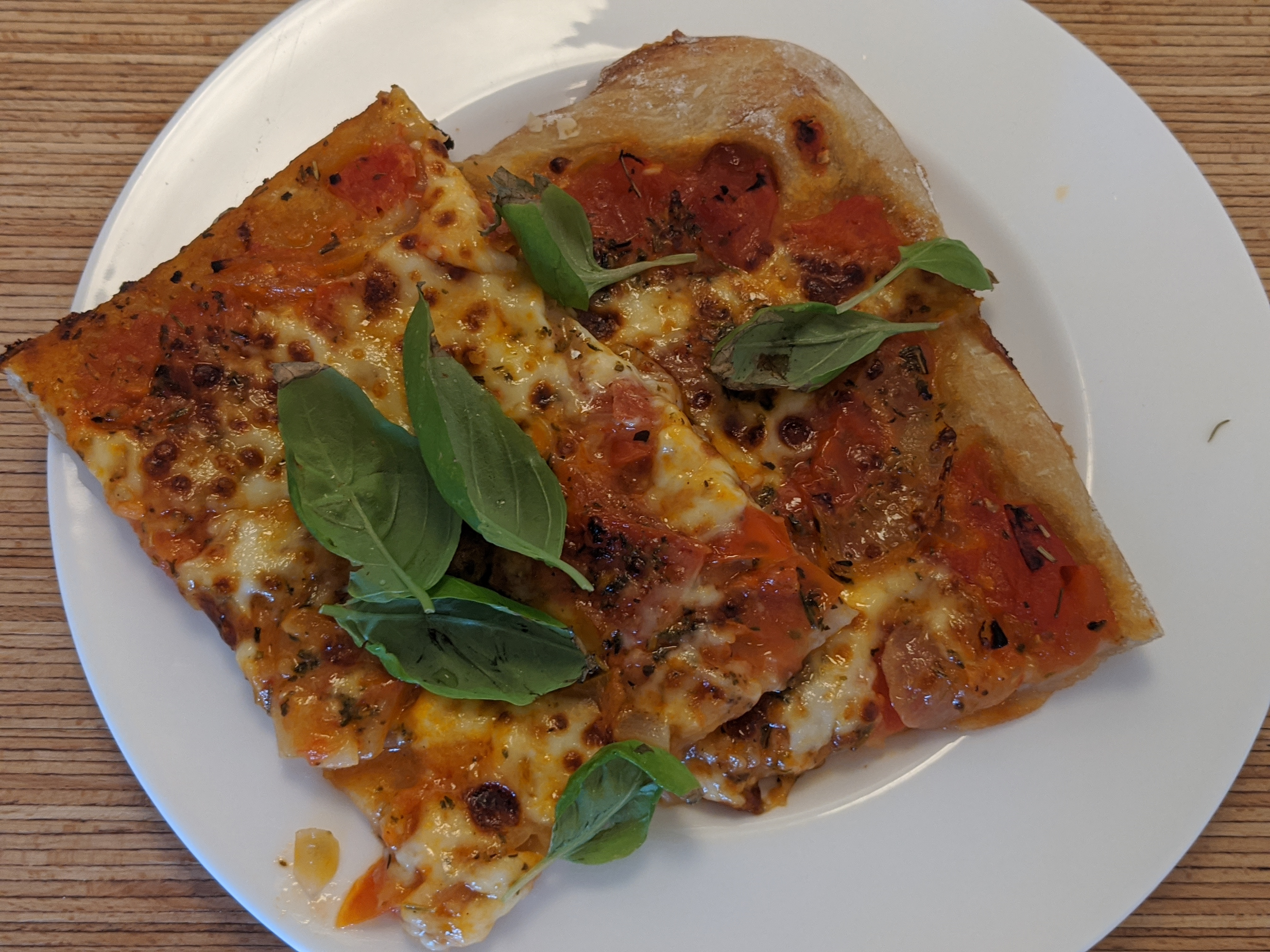
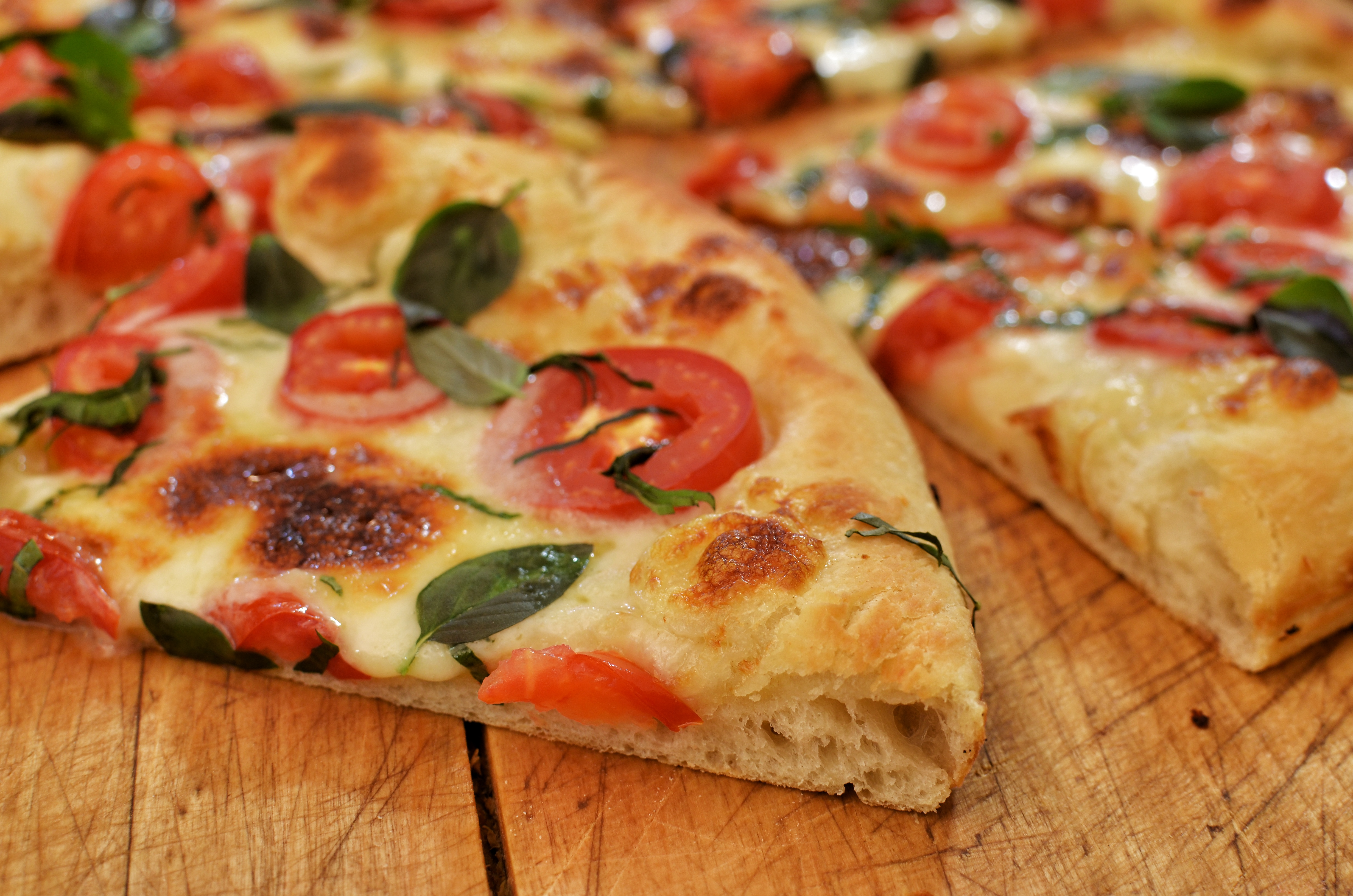
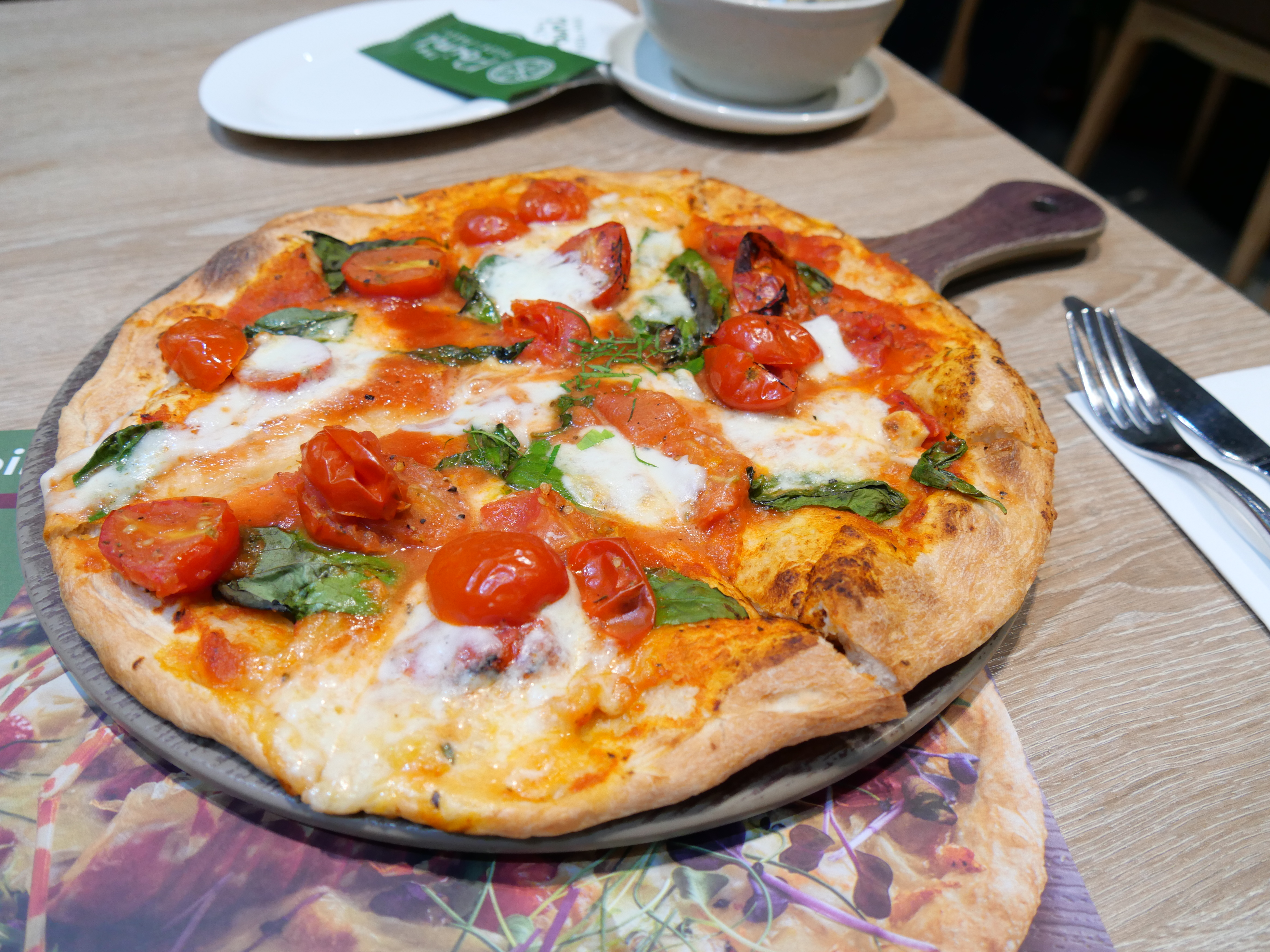
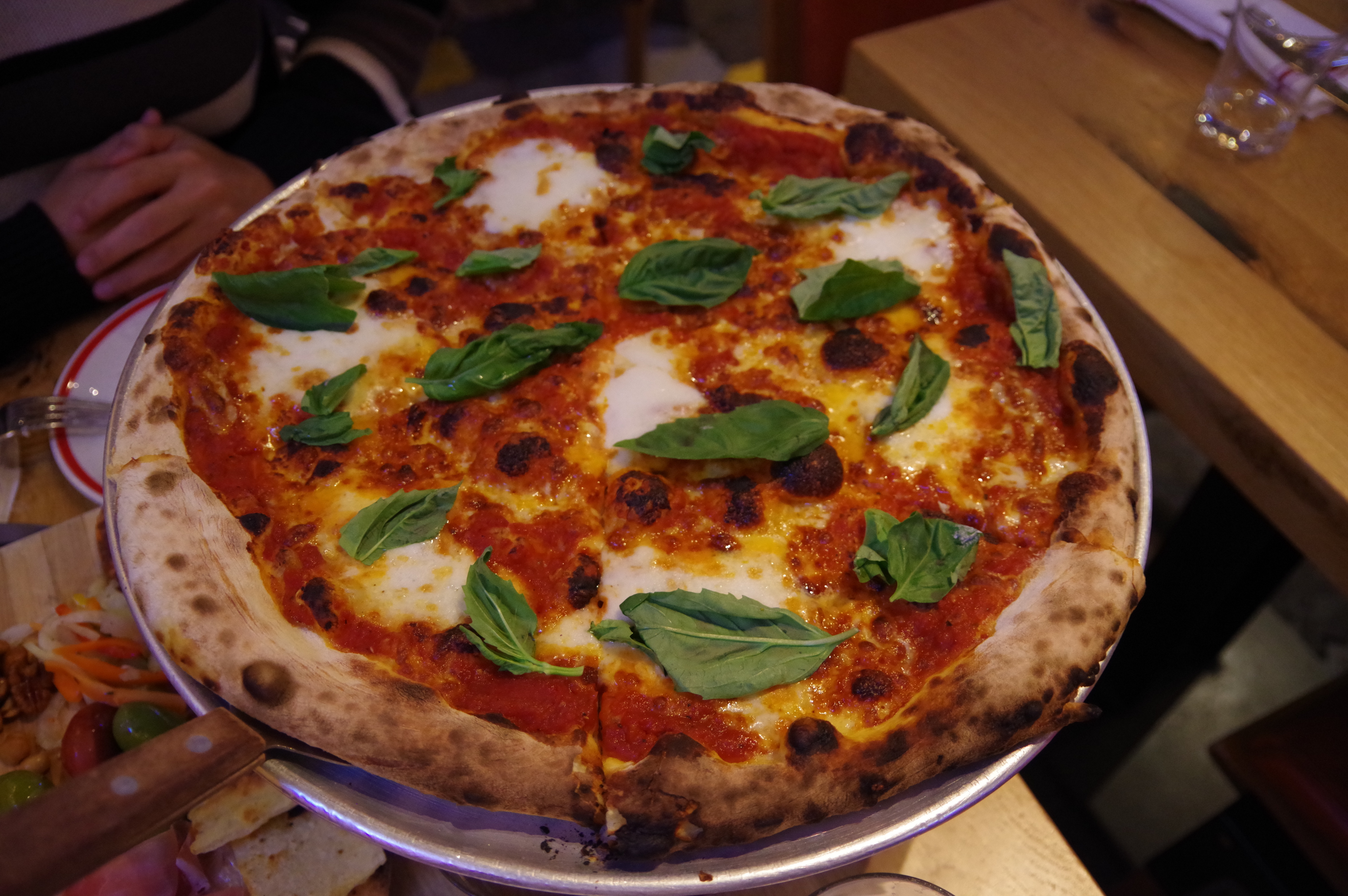
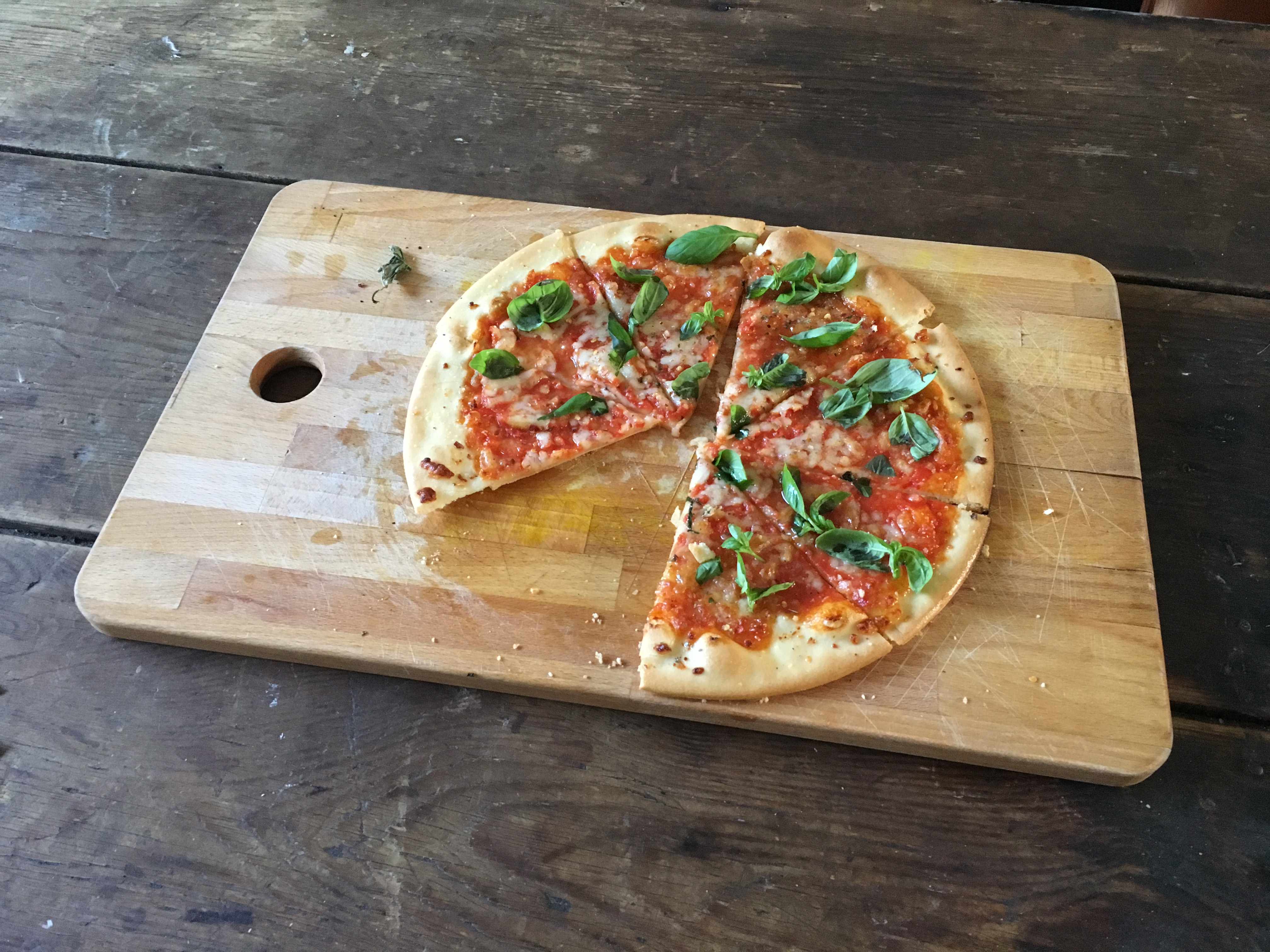
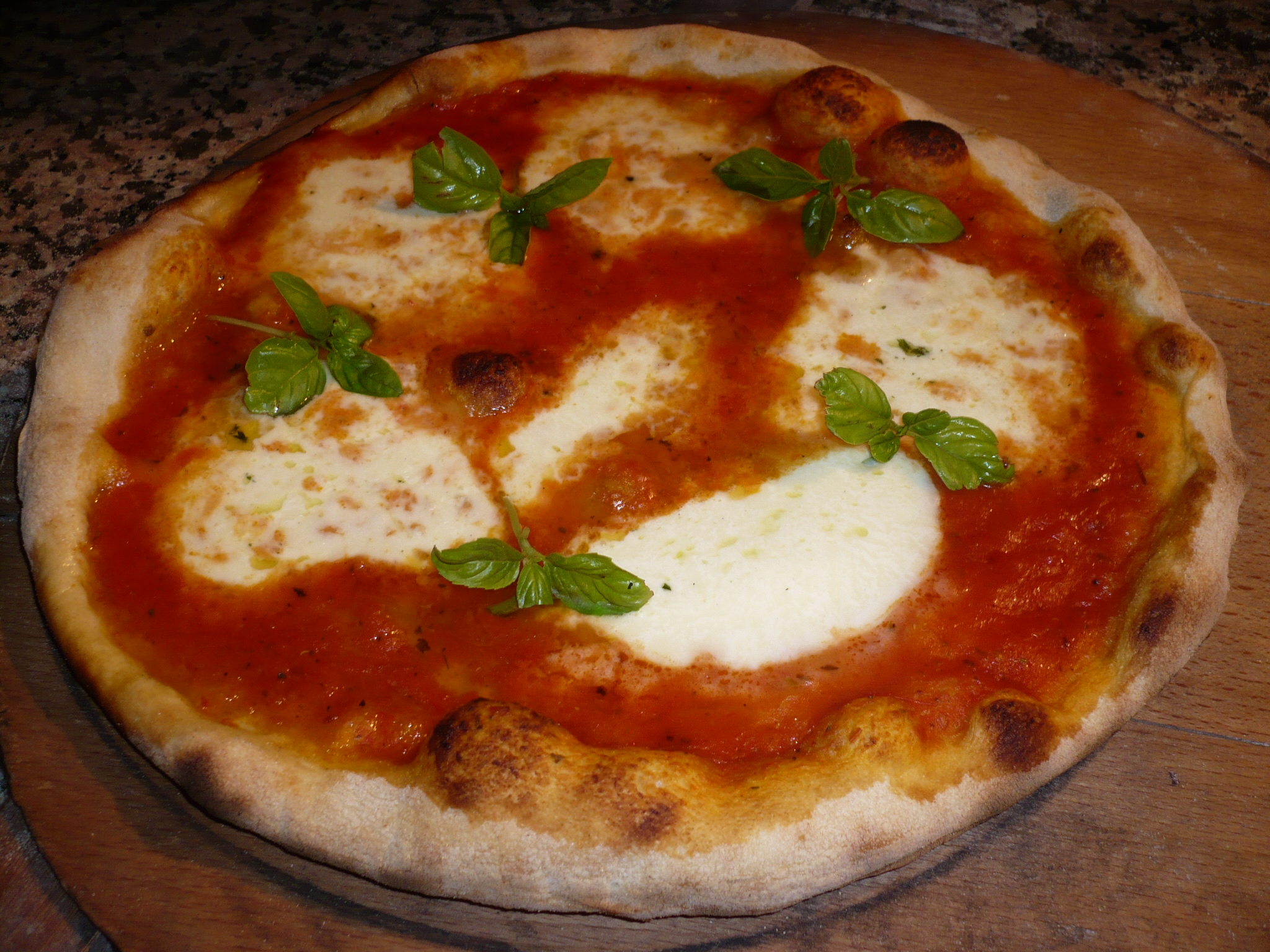
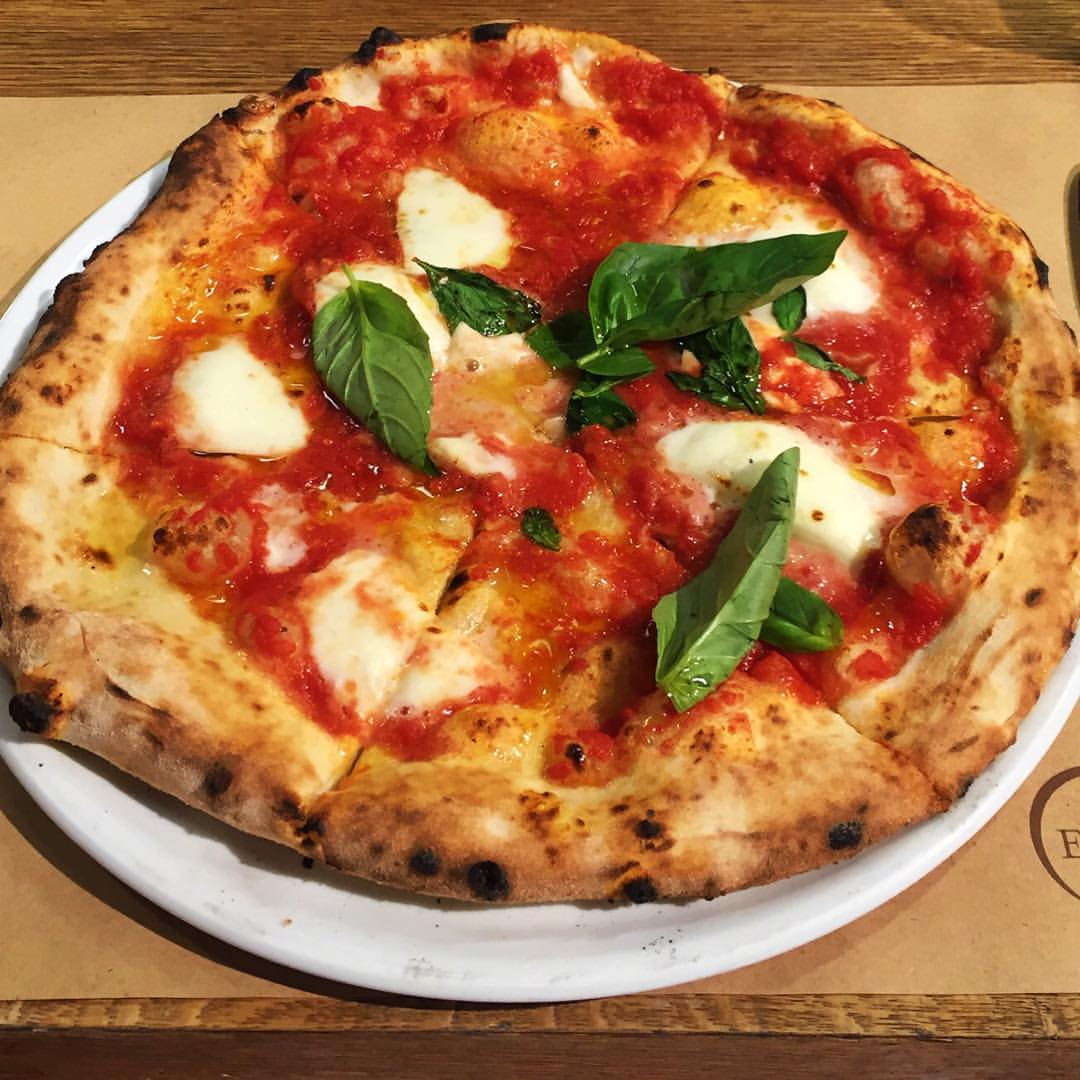
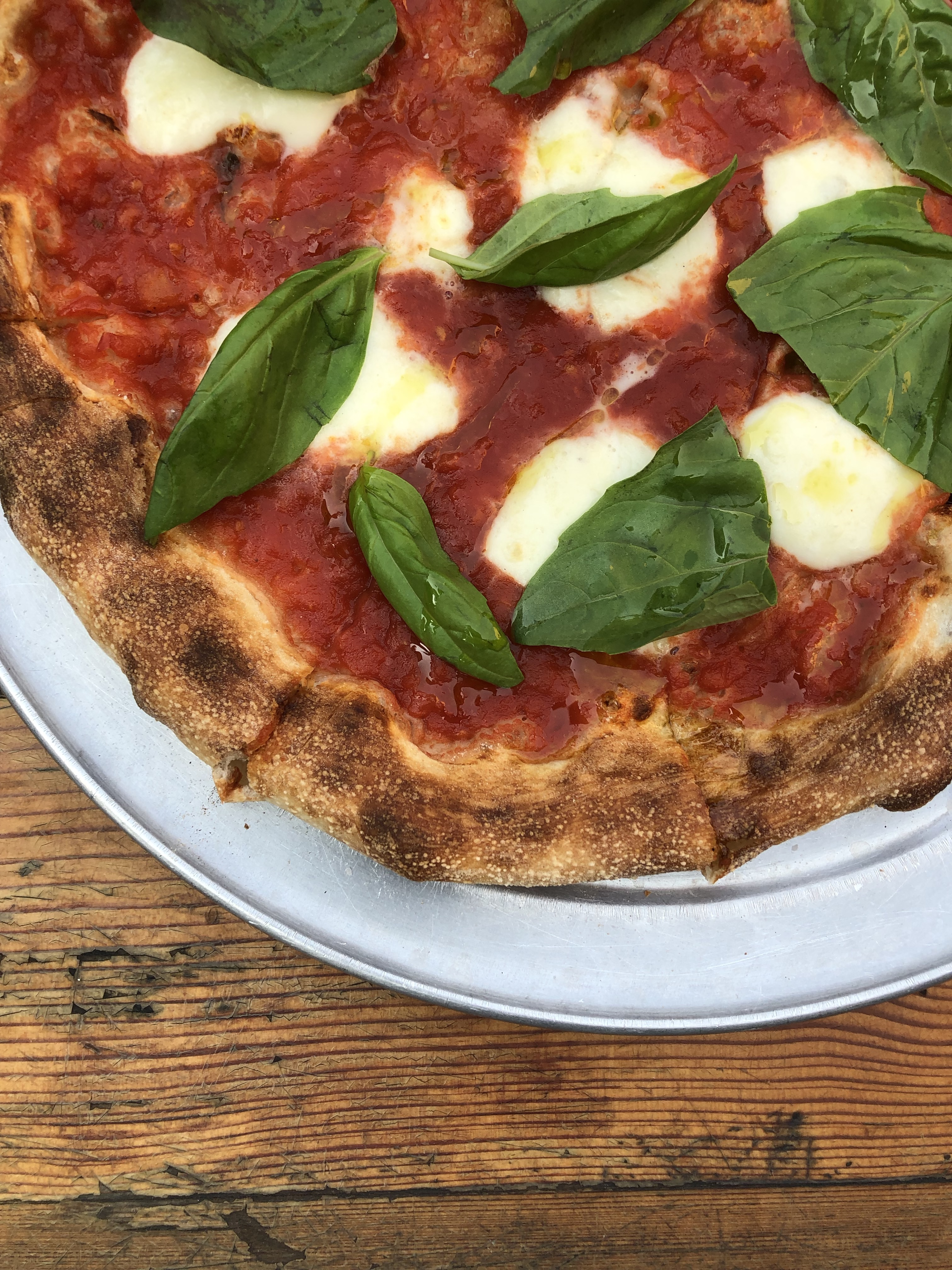